# Tarján (törzs)
A tarján törzs a magyar törzsszövetség egyik magyar törzse volt. Neve a török eredetű tarkan méltóságnévvel egyeztethető etimológiailag.
Ennek eredeti jelentése földesúr, tartományúr.
Mások (pl. Ligeti Lajos) szerint a tarkan (iráni forrásokban tarẖan, török nyelvekben inkább tarχan, mongol darqan) török etimológiái elfogadhatatlanok. Türk feliratokon tűnik fel először, a türkökhoz szogd közvetítéssel került valószínűleg a zsuanzsuanoktól. Ezen álláspont szerint nemcsak a tarján törzsnév és helynevek, hanem a Tárkány helynevek is ebből a méltóságnévből erednek.
Györffy György szerint a tarján törzs volt a magyar törzsszövetség vezértörzse – és nem a kézenfekvőnek látszó megyer törzs –, mivel az Árpádok, akik nyilván a vezértörzset vezették a Duna két partján telepedtek le, s itt egyedül a tarján törzsnév nem található meg.
A magyar vagy csatlakozott törzsnevet viselő falvak ugyanis a Géza és István által a születő vármegyerendszer egyes várispánságaihoz rendelt várjobbágyok falvai voltak, akiket az idegen környezetben azzal a törzsnévvel illettek, ahonnan jöttek.
E falvak várjobbágyi eredetét az is alátámasztja, hogy csak várjobbágy nemzetségek nevezték el magukat törzsekről – Kér nemzetség, Kürt nemzetség.